# Національна дорога 29 (Польща)
Національна дорога 29 (пол. Droga krajowa nr 29, DK29) — національна дорога класу GP у західній частині Любуського воєводства, довжиною приблизно 58 км. Пролягає від кордону з Німеччиною в Слубіцах до Полупіна поблизу Кросно-Оджанського. Що є продовженням національної дороги № 31, яка йде від Щецина, і закінчується на вищезгаданому кордоні. На розв'язці «Сьвецько» вона перетинає національну дорогу № 2, яка в цьому районі стає автострадою А2. Дорогу вже кілька років капітально модернізували.

## Допустиме навантаження на вісь
З 13 березня 2021 року на дорогах дозволено рух транспортних засобів з навантаженням на одну ведучу вісь до 11,5 тонн.

Схема транспортної розв'язки Сьвецько

### До 13 березня 2021 року
У попередні роки на всій протяжності дороги дозволявся рух транспортних засобів з навантаженням на одну вісь до 10 тонн.

## Міста, розташовані на державній дорозі №29
- Слубіце (DK31)
- Сьвецько (A2, DK2)
- Урад
- Цибінка
- Дженюв
- Ґенстовиці
- Радоміцько
- Осечниця
- Марциновиці
- Кросно Оджаньське
- Полупін (DK32)